# Savines
Savines est l'ancien nom d'une commune des Hautes-Alpes dont le village a en grande partie été submergé en 1961 lors de la mise en eau du lac de Serre-Ponçon. Un nouveau village a été construit légèrement plus haut que l'ancien. La commune de Savines en tant que telle n'a jamais disparu : son village a été déplacé à l'intérieur du territoire municipal et les institutions communales ont fonctionné sans interruption pendant le déplacement. Par la suite, la commune a été renommée Savines-le-Lac. 

## Histoire

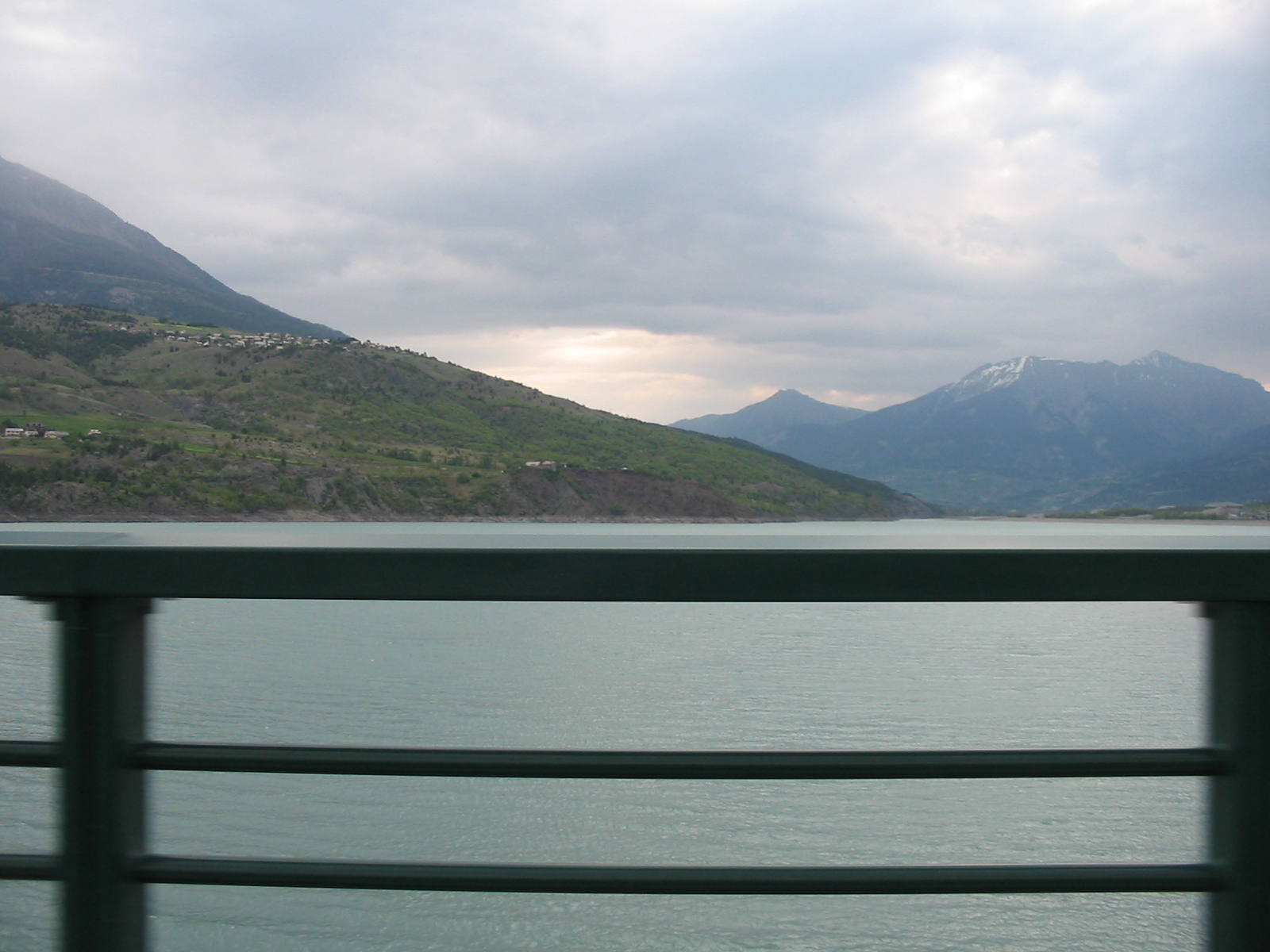
Le pont de Savines surplombe de 40 m l'ancien village.

Dès le début de la construction du barrage, les habitants situés au-dessous de la cote 784 NGF furent expropriés. Les maisons ont été démolies, l'église a été dynamitée à la mise en eau du barrage. Un nouveau village à l'architecture contemporaine a été construit plus haut que l'ancien, dont il subsiste le cimetière et « une quinzaine de maisons ». Ultérieurement la commune est renommée Savines-le-Lac car le lac  de Serre-Ponçon se trouve sur une partie du territoire communal. Il s'agit cependant de la même commune, qui n'a pas disparu (les institutions et le territoire étant inchangés).
Plus au sud, au débouché de la vallée de l'Ubaye, le village d'Ubaye a également été détruit, mais en totalité. Il n'en subsiste que l'ancien cimetière, le village n'ayant pas été reconstruit. De plus, la commune a été fusionnée avec une commune voisine.

## Démographie
En 1954, Savines comptait 976 habitants. Le nouveau Savines ne comptait plus que 408 habitants en 1962. Deux tiers des habitants de Savines ont quitté la commune, surtout des étrangers.
En 1954, peu avant le déplacement du village, la population de Savines était composée de 52,5 % de personnes âgées de 20 à 60 ans, un pourcentage légèrement inférieur à la moyenne nationale en 1953.

## Économie
L'ancien Savines comptait 103 exploitations, dont 21 ont subsisté.
La destruction de l'ancien village avait des répercussions économiques : ainsi, l'ancien Savines comptait six épiceries, trois boucheries, sept cafés, ou encore 5 exploitants forestiers ou 3 boulangeries. Il ne subsiste plus, dans le nouveau Savines, que trois épiceries, une boucherie, un café, deux exploitants forestiers, un boulanger issu de la commune voisine des Crottes. La pension de famille, le garagiste, les deux marchands de vin en gros, charrons, charpentiers et menuisiers-ébénistes ont disparu.
Quant aux services publics, la diminution des effectifs est un peu moins contrastée : le nouveau Savines compte[Quand ?] trois cantonniers, quatre agents de la SNCF et cinq gendarmes, soit un de moins que dans l'ancien Savines.

## Culture
Le déplacement des habitants de Savines inspira en 1958 le film L'Eau vive de François Villiers, d'après un scénario de Jean Giono. La chanson qui l'accompagnait, L'Eau vive, chantée par Guy Béart est devenue un classique de la chanson française.

## Personnalités liées à la commune
- Charles de La Font de Savine
- François Pavie (1843-1916), homme politique né à Savines, maire en 1871, député des Hautes-Alpes de 1898 à 1906.